# Џосер
Нечерихет Џосер (у Торинском канону познат као „Дср-ит“; Манетон га назива „Тосартос“) је, по многима, најпознатији фараон треће династије. Данас је Џосер познат, пре свега, по томе што је за њега Имхотеп изградио шестостепену пирамиду у Сакари.
Манетон тврди да је Џосер владао 29 година, док је по Торинском канону владао 19. Могуће је да је аутор Торинског канона рачунао двогодишње пописе стоке као године, тј. да је Џосер у ствари владао 37 или 38 година. Велики број грађевина које су подигнуте за време његове владавине иде у прилог претпоставци да је Џосер владао бар 29 година.
Постакнути податком да је краљица Нимаетап, жена последњег краља друге династије, Хасехемвија, звана „мајка краљеве деце“, а касније, за време Џосера, „мајка краља Горњег и Доњег Египта“, неки научници тврде да је она у ствари Џосерова мајка, а да је Хасехемви његов отац. У ком су односу били Џосер и његов наследник, Секемкет, није познато.
Џосерова је жена била Хетефернебти, a њихове су ћерке биле Инеткаес и Нђанкх-Хатор. Џосер је организовао неколико војних експедиција на Синајско полуострво, када је покорено локално становништво. Такође је слао експедиције које су за циљ имале прикупљање минерала као што су тиркиз или бакар. Могуће је да је Џосер установио јужну границу код 1. катаракте.
Око 2500 година после Џосерове смрти, за време владавине Птолемеја V Епифана, у области прве катаракте, свештеници локалног бога Хнума су истакли „Стелу глади“ и тврдили да она потиче из времена Џосера. Стела је била направљена за време Птолемејске династије и у ствари је била фалсификат, али може послужити као сведочанство о томе колико је Џосер и даље био значајан у свести египћана.
Друге варијанте изговора имена Џосер су: Зосер, Дјосер, Зозер, Дср, Ђесер, Зосар, Ђесер, Хорус-Нечерихет.

## Идентитет
Одсликана Џосерова статуа од кречњака, која се сада налази у Египатском музеју у Каиру, најстарија је позната египатска статуа у природној величини. Данас на месту у Сакари где је пронађена, гипсана копија статуе стоји уместо оригинала. Статуа је пронађена током ископавања Службе за антиквитете 1924–1925.
Док Манетон именује Нехерофа, а листа имена торинских краљева Небку као првог владара Треће династије, многи египтолози сада верују да је Џосер био први краљ ове династије, истичући да редослед којим се неки претходници Кеопса помињу у Весткар папирусу сугерише да Небка треба да буде постављен између Џосера и Хунија, а не испред Џосера. Што је још важније, енглески египтолог Тоби Вилкинсон је показао да погребни печати пронађени на улазу у гробницу Хасекемвија у Абидосу именују само Џосера, а не Небку. Ово подржава гледиште да је Џосер тај који је сахранио и, стога, директно наследио Хасекемвија, а не Небку.

## Фамилија
Џосер је повезан са Касекемвијем, последњим краљем Друге египатске династије, преко његове супруге краљице Нимаетап (Нимат-хап) преко печата пронађених у Касекемвијевој гробници и у Бејт Калафу. Печат у Абидосу именује Нимат-хап као „мајка краљеве деце, Нимат-хап“. На мастаби К1 у Бејт Калафу, иста особа се помиње као „мајка двојног краља”. Датирање других печата на локалитету Бејт Калафа ставља их у време владавине Џосера. Ови докази сугеришу да је Касекемви или директни отац Џосера или да га је Нимат-хап имала преко претходног мужа. Немачки египтолог Гунтер Драјер пронашао је Џосерове печате на Хасекемвијевој гробници, што даље сугерише да је Џосер био директан наследник Хасекемвија и да је он завршио изградњу гробнице.
Хетефернебти је идентификована као једна од Џосерових краљица „на низу граничних стела из ограде Степасте пирамиде (сада у разним музејима) и фрагменту рељефа са зграде у Хермополису“ који се тренутно налази у Египатском музеју у Торину.

## Владавина

### Трећа династија
Земље Горњег и Доњег Египта уједињене су у јединствено краљевство негде око 2686. п. н. е. Период након уједињења круна био је период просперитета, обележен почетком Треће династије и Старог краљевства Египта. Тачан идентитет оснивача династије је предмет расправе, због фрагментарности записа из тог периода. Џосер је један од главних кандидата за оснивача Треће династије. Остали кандидати су Небка и Санакт. Ствари додатно компликује могућност да Небка и Санахт представљају исту особу.
Египтолог Тоби Вилкинсон верује да тежина археолошких доказа фаворизује Џосера (Нетјерикет) као Хасекемијевог наследника и стога оснивача Треће династије. Печат из Касекемвијеве гробнице у Абидосу, у комбинацији са печатом из мастабе К1 у Бејт Калафу, који датира из Ђосерове владавине, повезује два фараона заједно као оца и сина. Печат у Абидосу именује 'Нимат-хап' као мајку Хасекемвијеве деце, док други печат у Бејт Калафу именује исту особу као 'мајку двојног краља'. Даљи археолошки докази који повезују владавине два фараона заједно налазе се у Шунет ет-Зебибу, што сугерише да је Џосер надгледао сахрану свог претходника. Ритуалне камене посуде пронађене на местима гробница – Касекемвијевом гробу у Абидосу и Џосеровом гробу у Сакари – два фараона такође потичу из исте колекције, јер узорци са оба локалитета садрже идентичне слике бога Мин. Овај археолошки доказ је допуњен најмање једним историјским извором, списком краљева Сакаре, који именује Џосера као непосредног наследника Бебија – погрешно тумачење Хасекемвија.

### Дужина владавине
Мането наводи да је Џосер владао Египтом двадесет девет година, док листа краљева у Торину наводи да је то било само деветнаест година. Због многих значајних грађевинских пројеката, посебно у Сакари, неки научници тврде да је Џосер сигурно уживао у владавини од скоро три деценије. Чини се да је Манетонова цифра тачнија, према Вилкинсоновој анализи и реконструкцији Краљевских анала. Вилкинсон реконструише Анале тако што даје Џосеру „28 потпуних или делимичних година“, напомињући да би број стоке забележен у Палермском каменом регистру V, и Каирски фрагмент 1, регистар V, за почетак и крај Џосерове владавине, највероватније указивали на његову владавину године 1–5 и 19–28. Нажалост, осим свих уноса данас је већина других нечитка. Сачувана је година крунисања, праћена годишњим догађајима примања стубова близанаца и повлачења канопа за тврђаву Кау-Нетјерв („брда богова“).

### Период владавине
Разни извори наводе различите датуме Џосерове владавине. Професор историје старог Блиског истока Марк ван де Мируп датира Џосерову владавину негде између 2686. п. н. е. и 2648. п. н. е. Аутори Џоан Флечер и Мајкл Рајс датирају његову владавину од 2667. п. н. е. до 2648. п. н. е, дајући период владавине од 18 делимичних или целих година. Рајс даље наводи да је Небка био Џосеров брат и претходник. Писац Фарид Атија описује сличан период владавине као Флечер и Рајс, надокнађен за једну годину – од 2668. п. н. е. до 2649. п. н. е. Ово датирање подржавају аутори Розалија и Чарлс Бејкер у делу Древни Египт: Људи Пирамида. Египтолог Абир ел Шахави у сарадњи са Египатским музејом у Каиру поставља Џосерову владавину у период од 2687. п. н. е. до 2668. п. н. е. на сличних 18 делимичних или целих година. Ауторка Маргарет Бансон поставља Џосера за другог владара Треће династије и поставља његову владавину у период од 2630. п. н. е. до 2611. п. н. е. за 19 делимичних или потпуних година владавине. У њеној хронологији, Џосеру претходи Небка као „Оснивач Треће династије“, који је владао у периоду од 2649. п. н. е. до 2630. п. н. е. Она, као и Рајс, чини Небку братом Џосера.